# عمر مصطفى المنتصر
يرجى عدم الخلط مع عمر محمود المنتصر.
عمر مصطفى المنتصر (1939 - 23 يناير 2001) كان أمين اللجنة الشعبية العامة (رئيس وزراء) بليبيا في 1 مارس 1987 خلفاً لجاد الله عزوز الطلحي حتى 7 أكتوبر 1990 ليخلفه أبوزيد دوردة، ووزيرا للخارجية في 1992 خلفاً لإبراهيم البشاري حتى 2000 ليخلفه عبد الرحمن شلقم.